# Домовые мыши
Домовые мыши (лат. Mus) — род грызунов семейства Мышиные.

## Общие сведения

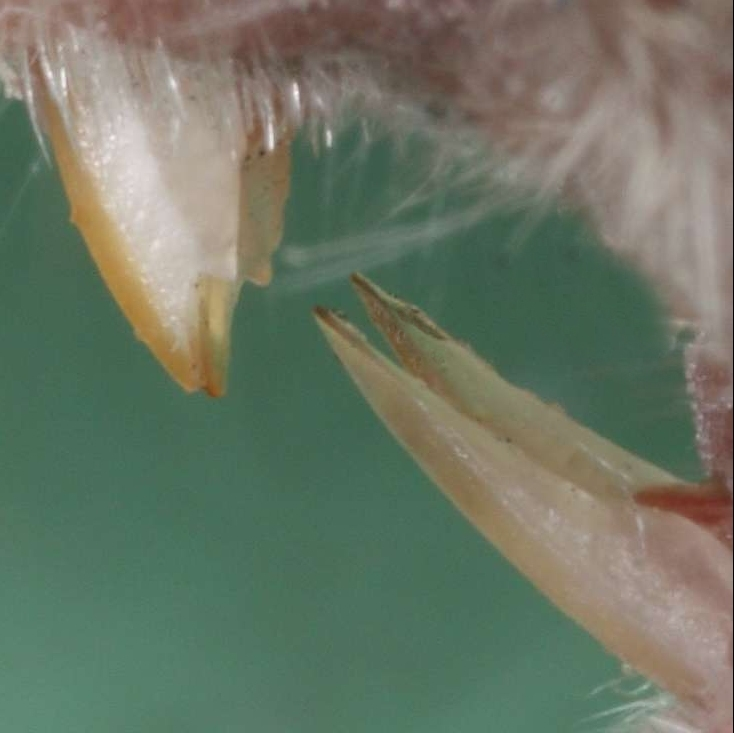
Выемка на внутренней стороне резцов отличает Mus от близких родов

Домовые мыши имеют небольшие размеры. Длина тела взрослых животных 6,5—12 см, хвоста до 10,5 см. Масса не превышает 30 граммов. Морда укороченная, уши относительно большие. Окраска верха тела более тёмная, чем нижняя.
Зубная формула обычная для Muridae {\displaystyle I{1 \over 1}C{0 \over 0}P{0 \over 0}M{3 \over 3}}. От других мышиных домовые мыши отличаются нижним краем резцов — они изломаны под углом и образуют впадинку.
Дикоживущие виды рода распространены в Африке и Евразии. Синантропная домовая мышь (Mus musculus) расселилась почти всесветно, кроме северных и высокогорных районов.

## Систематика
В роде Mus выделяют около 45 видов, объединяемых в 4 подрода:

### Подрод Mus
- Индийская мышь (Mus booduga), или малая индийская мышь[5]
- Рюкюйская мышь (Mus caroli)
- Желто-коричневая мышь (Mus cervicolor)
- Мышь Кука (Mus cookii)
- Mus cypriacus
- Нилгирийская мышь (Mus famulus)[5]
- Mus fragilicauda
- Македонская мышь (Mus macedonicus)[5]
- Домовая мышь (Mus musculus)
- Алжирская мышь (Mus spretus)[5]
- Курганчиковая мышь (Mus spicilegus)
- Бенгальская мышь (Mus terricolor)
- Mus nitidulus

### Подрод Pyromys
- Шри-ланкийская мышь (Mus fernandoni)
- Мышь Филлипса (Mus phillipsi)
- Колючая мышь (Mus platythrix), или индийская колючая мышь[5]
- Мадрасская мышь (Mus saxicola)
- Мышь Шортриджа (Mus shortridgei)

### Подрод Coelomys
- Землеройковая мышь (Mus crociduroides)[5]
- Мышь Майора (Mus mayori)
- Сиккимская мышь (Mus pahari)
- Яванская мышь (Mus vulcani)

### Подрод Nannomys
- Гвинейская мышь (Mus baoulei)[5]
- Жабья мышь (Mus bufo)[5]
- Мышь Каллевэрта (Mus callewaerti)
- Гундаская мышь (Mus goundae), или гоундская мышь[5]
- Сенегальская мышь (Mus haussa)[5]

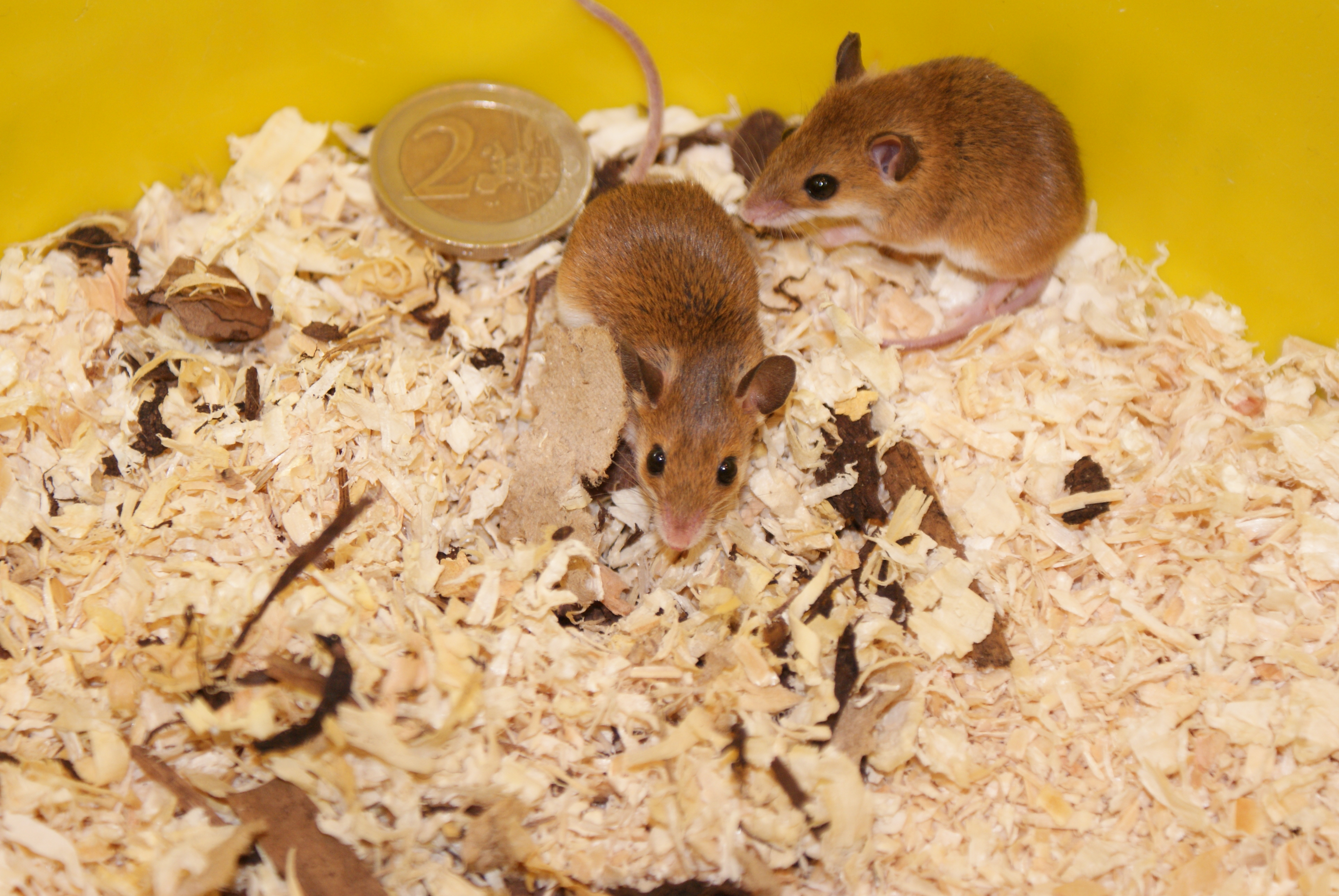
Mus musculoides

- Карликовая пустынная мышь (Mus indutus)[5]
- Магометская мышь (Mus mahomet)
- Мышь Маттея (Mus mattheyi)[5]
- Карликовая мышь (Mus minutoides)
- Темминкова мышь (Mus musculoides)[5]
- Южная карликовая мышь (Mus neavei)[5]
- Южноафриканская мышь (Mus orangiae)[5]
- Центральноафриканская мышь (Mus oubanguii)
- Мышь Петера (Mus setulosus)[5]
- Мышь Сетцера (Mus setzeri)
- Карликовая мышь Томаса (Mus sorella)
- Изящная мышь (Mus tenellus)[5]
- Серобрюхая карликовая мышь (Mus triton)[5]
- Казайская мышь (Mus kasaicus)[5]
- Mus ferox